# Lancun Lu
Lancun Lu (chiń. 蓝村路站) – stacja metra w Szanghaju, na linii 4 i 6. Zlokalizowana jest pomiędzy stacjami Tangqiao, Pudian Lu i Shanghai Ertong Yixuezhongxin. Została otwarta 31 grudnia 2005.